# Narbolia
Narbolia (sardinsky: Narabuìa) je italská obec (comune) v provincii Oristano v regionu Sardinie. Nachází se ve výšce 57 metrů nad mořem a má přibližně 1 700 obyvatel. Rozloha obce je 40,5 km².